# Ефект Холла

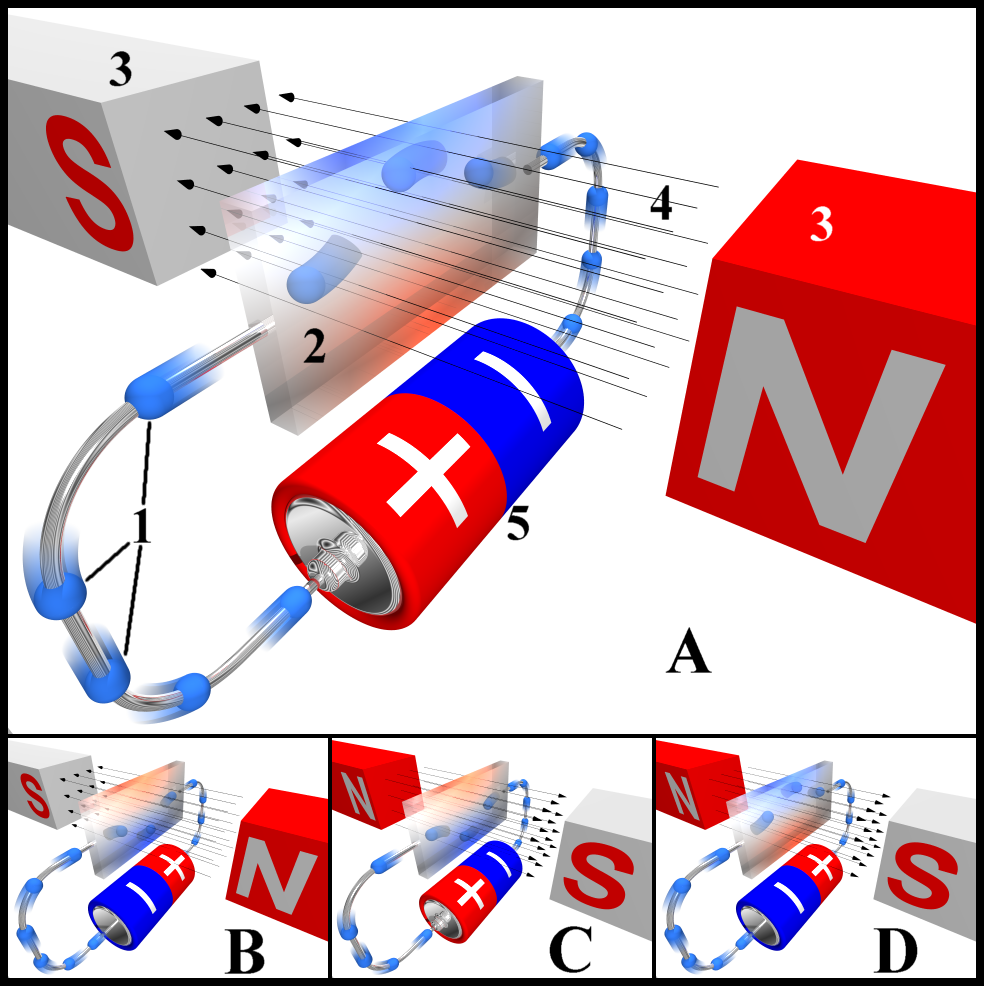
Ефект Холла
1. Електрони
2. Зонд
3. Магніти
4. Магнітне поле
5. Джерело струму

Ефе́кт Хо́лла або Ефект Голла — явище, при якому виникає поперечна різниця потенціалів під час розміщення провідника з постійним струмом у магнітному полі. Відкритий Едвіном Голлом у 1879 році в тонких пластинах золота.

## Властивості
У найпростішому розгляді ефект Холла має такий вигляд. Нехай через металевий брусок у слабкому магнітному полі {\displaystyle B} протікає електричний струм під дією напруженості {\displaystyle E}. Магнітне поле буде відхиляти носії заряду (для визначеності електрони) від їхнього руху вздовж або проти електричного поля до однієї з граней бруса.

Таким чином, сила Лоренца призведе до накопичення негативного заряду біля однієї грані бруса та позитивного – біля протилежної грані. Накопичення заряду продовжуватиметься доти, поки електричне поле зарядів {\displaystyle E_{1}}, яке виникло під дією магнітного поля, не врівноважить магнітну складову сили Лоренца:
{\displaystyle eE_{1}=evB\Rightarrow E_{1}=vB.}
Швидкість електронів {\displaystyle v} можна виразити через густину струму:
{\displaystyle j=nev\Rightarrow v={\frac {j}{ne}},}
де {\displaystyle n} — концентрація носіїв заряду. Тоді
{\displaystyle E_{1}={\frac {1}{ne}}jB.}
Коефіцієнт {\displaystyle R_{H}={\frac {1}{ne}}} пропорційності між {\displaystyle E_{1}} та {\displaystyle jB} називається коефіцієнтом Холла. У такому наближенні знак коефіцієнта Холла залежить від знаку носіїв заряду, що дозволяє визначати їхній тип для великого числа металів. Для деяких металів (наприклад, таких як свинець, цинк, залізо, кобальт, вольфрам) у сильних полях спостерігається позитивний заряд {\displaystyle R_{H}}, що пояснюється в напівкласичній і квантовій теоріях твердого тіла.

## Аномальний ефект Холла
Випадок появи напруги (електричного поля) у зразку, перпендикулярної напрямку струму, який пропускається через зразок, що спостерігається під час відсутності прикладеного постійного магнітного поля (тобто, явище повністю аналогічне ефекту Холла, але спостерігається без зовнішнього постійного магнітного поля), називається аномальним ефектом Холла. 
Необхідною умовою для спостереження аномального ефекту Холла є порушення інваріантності по відношенню до перетворення часу в системі. Наприклад, аномальний ефект Холла може спостерігатися у зразках з намагніченістю.

## Квантовий ефект Холла
У сильних магнітних полях в плоскому провідникові (тобто, у квазідвомірному електронному газі) в системі починають проявлятися квантові ефекти, що призводить до появи квантового ефекту Холла: квантування холлівського опору. У ще сильніших магнітних полях проявляється дробовий квантовий ефект Холла, пов'язаний з кардинальною перебудовою внутрішньої структури двомірної електронної рідини.

## Спіновий ефект Холла
У випадку відсутності магнітного поля в немагнітних провідниках може спостерігатися відхилення носіїв заряду з протилежними напрямами спінів у різні сторони перпендикулярно електричному полю. Це явище, що дістало назву спінового ефекту Холла, було теоретично передбачене Дьяконовим і Перелем у 1971 р. Розрізняють зовнішній і внутрішній спінові ефекти. Перший з них пов'язаний зі спін-залежним розсіюванням, а другий – зі спін-орбітальною взаємодією.

## Магнетоопір
Едвін Голл проводив досліди з метою виявлення зростання опору провідника у магнітному полі, однак, у слабких полях не зареєстрував такого зростання. Воно не випливає також з теорії металів Друде, розрахунки за якою наведені вище. Однак, магнітоопір у достатній мірі проявляється у сильних магнітних полях при строгіших розрахунках.

## Застосування

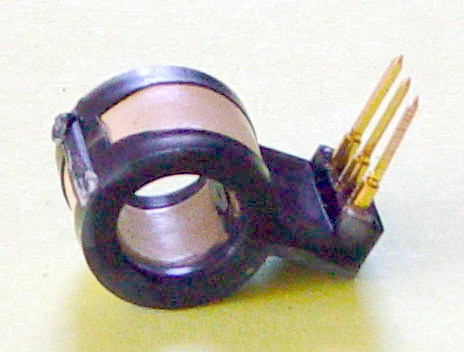
Сенсор Холла, що використовується для вимірювання сили струму у провіднику. На відміну від трансформатора струму, вимірює також і постійний струм.

Ефект Холла, у деяких випадках, дозволяє визначити тип носіїв заряду (електронний або дірковий) у металі або напівпровіднику, що робить його придатним для дослідження властивостей напівпровідників.
На основі ефекту Холла функціонують сенсори Холла: прилади, що вимірюють напруженість магнітного поля.
Сенсори Холла набули поширення у безколекторних, або вентильних, електродвигунах (сервомоторах). Сенсори закріплюються безпосередньо на статорі двигуна та виступають в ролі датчика положення ротора, що реалізує зворотний зв'язок з положення ротора.
На основі ефекту Холла працюють деякі види іонних реактивних двигунів.

## Розщеплені холлівські структури
Значна зацікавленість останнім часом проявляється до сенсорів на розщеплених холлівських структурах (РХС). На відміну від традиційних елементів Холла з двома потенціальними виходами та симетричною структурою, РХС передбачають розвиненішу топологію на базі декількох напівелементів Холла.
На основі РХС формують різноманітні сенсори для вимірювання просторового розподілу магнітного поля, зокрема, двокоординатні 2D та трикоординатні 3D зонди. Перевагою РХС є можливість підвищення просторової роздільної здатності вимірювання ортогональних проєкцій вектора індукції магнітного поля та розширення функціональних можливостей.